# بروتوكول أورو براتو
بروتوكول أورو براتو هو استمرار للسياسات الاقتصادية التي أسست اتحادًا جمركيًا ، على النحو المنصوص عليه قبل أربع سنوات في معاهدة أسونسيون من قبل الدول الأربع الأصلية في ميركوسور.